# 1299 Mertona
1299 Mertona eller 1934 BA är en asteroid i huvudbältet som upptäcktes 18 januari 1934 av den franske astronomen Guy Reiss vid Algerobservatoriet. Den har fått sitt namn efter den brittiske astronomen Gerald Merton.
Asteroiden har en diameter på ungefär 14 kilometer.